# متیو مارش
متیو مارش (انگلیسی: Matthew Marsh؛ زادهٔ ۸ ژوئیهٔ ۱۹۵۴) بازیگر اهل بریتانیا است.
از فیلم‌ها یا برنامه‌های تلویزیونی که وی در آن نقش داشته‌است، می‌توان به اسکرین‌پلی، خیابان کورونیشن، اندکی فراست، خطاهای نرم‌افزاری، پدر براون، سقوط شوالیه، ویسکی کاوالیر، هیومنز، پاتریک ملروز، تاج، تابو، حادثه، پلیدی‌های دا وینچی، ژو، پنهان، ترفندهای نو، لوتر، مأموران مخفی، خیابان، هتل بابل، قانون مورفی، آدمکشان میدسامر، شهر هالبی، شاهد خاموش، طبابت در پیک، تپش قلب، مرگ فروشنده، بانوی آهنی، هاوکینگ، میراندا، گروه ناجور،جاسوس‌بازی، یک جن‌زده آمریکایی، پایان بازی، شن‌های روان، آخر هفته کثیف، پروتکل چهارم، آقای جونز، سرزمین نابینایان، دم‌قرمزها، بازشده، خبرچین، دانکرک، تتریس، پیمانکار و موریتانی اشاره کرد.
وی همچنین صداپیشگی چند شخصیت در بازی‌های ویدئویی را بر عهده داشته‌است که از آن میان می‌توان به هری پاتر و جام آتش، اساسینز کرید: سندیکا و اِلدِن رینگ اشاره کرد.